# Vicenza (stad)
Vicenza is een stad in Italië en hoofdstad van de gelijknamige provincie in de regio Veneto. Vicenza ligt ongeveer 60 kilometer ten westen van Venetië en heeft 113.599 inwoners (2014). De stad ligt aan de rivieren Bacchiglione en Retrone.

## Geschiedenis
Vicenza bestond al in de Romeinse tijd, maar was van ondergeschikt belang. Padua was voor de Romeinen van groter belang. Tijdens het verval van het Romeinse Rijk werd Vicenza verwoest door de Visigoten en de Hunnen. In de vroege middeleeuwen werd Vicenza de zetel van een hertog van Lombardije, en in de achtste eeuw het hof van een Frankische graaf. 
In de middeleeuwen behoorde Vicenza formeel tot het Heilige Roomse Rijk. In 1311 werd Vicenza veroverd door de Scaligeri uit Verona. Vanaf 1405 behoorde het tot het Venetiaans grondgebied nadat Verona zich overgegeven had aan de republiek Venetië.
Tijdens de Tweede Wereldoorlog had Vicenza zwaar te lijden onder het oorlogsgeweld. De dom werd bijna helemaal verwoest. Vicenza staat tezamen met de Palladiaanse villa's in Veneto sinds 1994 op de Werelderfgoedlijst van UNESCO.
In 2007 werd de middeleeuwse traditie van de stoet met de Rua (of wiel) terug in het leven geroepen.

## Architectuur

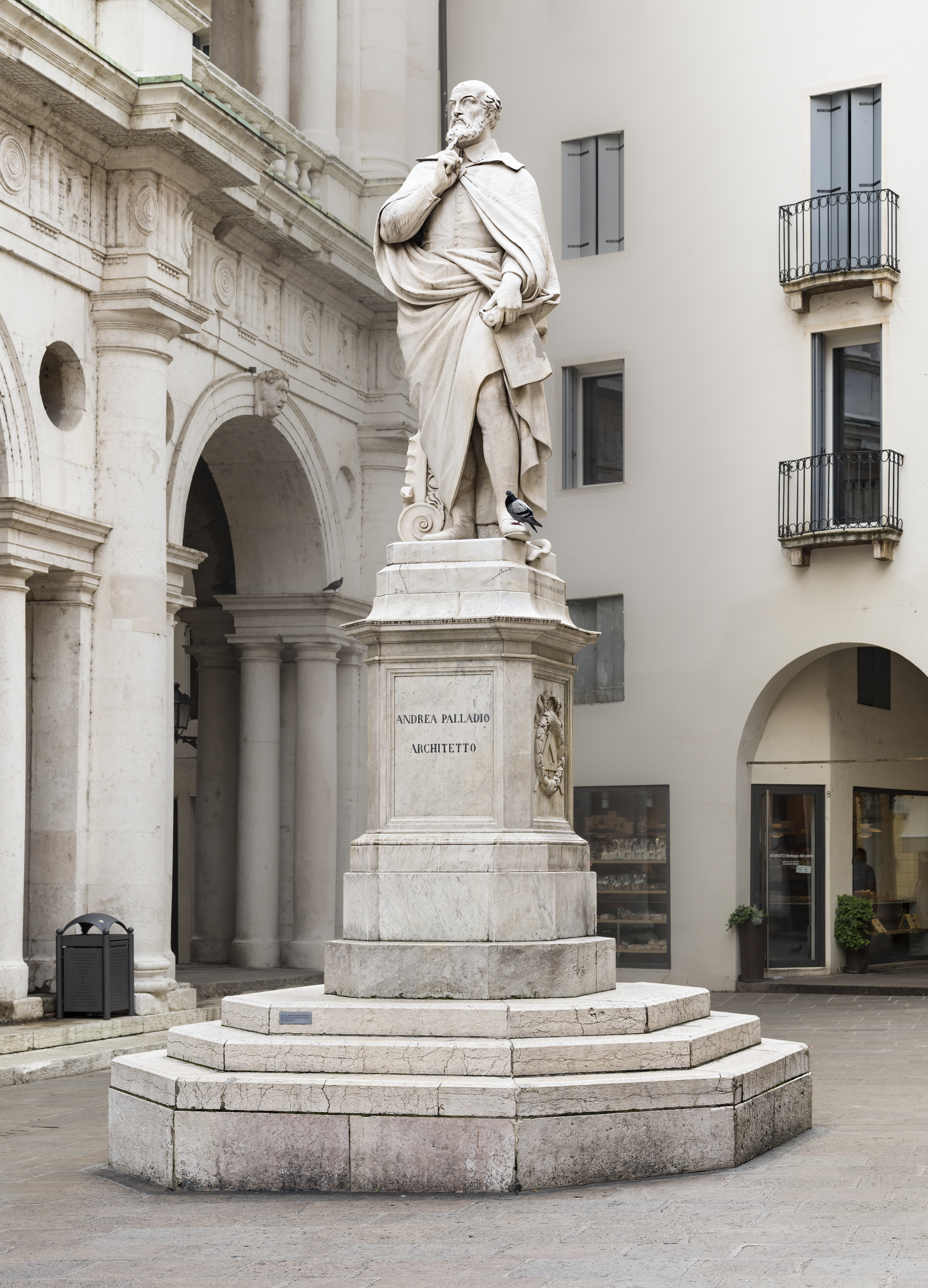
Standbeeld voor Andrea Palladio

De architect Andrea Palladio, geboren in Padua, heeft lange tijd gewoond in Vicenza. Zijn stempel is dan ook duidelijk aanwezig op de architectuur van de stad. Tot zijn werken behoren onder andere het Palazzo Valmarana en de Villa la Rotonda, net buiten de stad. In de stad ontwierp hij de Basilica Palladiana aan het Piazza dei Signori, evenals een aantal stadsvilla's, zoals het Palazzo Chiericati.
Ook van zijn hand is het Teatro Olimpico, wat niets te maken heeft met de Olympische Spelen, maar met het feit dat het werd gebouwd voor het genootschap Accademia Olimpica. Het is het oudste overdekte theater van Europa.

## Musea
- Palazzo Chiericati (museo civico)
- Palazzo Leoni Montanari (18e-eeuwse Venetiaanse kunst, Russische iconen en Oudgriekse vazen)
- Villa La Rotonda (historisch huis)

## Sport
Vicenza Calcio is de professionele voetbalploeg van Vicenza en speelt in het Stadio Romeo Menti. Vicenza Calcio was enkele seizoenen actief op het hoogste Italiaanse niveau de Serie A. 
Vicenza is meermaals etappeplaats geweest in wielerkoers Ronde van Italië en vaak aankomstplaats van de Ronde van Veneto. Het is tevens de stad waar de Campagnolo-fabriek haar thuisbasis heeft.

## Partnersteden
- Annecy (Frankrijk)
- Burgos (Spanje)
- Pforzheim (Duitsland)

## Geboren
- Remmius Palaemon (1e eeuw na Chr.), Romeins grammaticus en letterkundige
- Bartolomé van Braganza (ca. 1200)
- Cortesia Serego (1335-1386), kapitein-generaal van de stadsmilitie van Verona
- Antonio Pigafetta (ca. 1491-1534), ontdekkingsreiziger, een van de twintig overlevenden van de reis om de wereld met Ferdinand Magellaan
- Vincenzo Scamozzi (1548-1616), architect
- Mariano Rumor (1915-1990), politicus
- Federico Faggin (1941), Amerikaans natuurkundige van Italiaanse afkomst
- Gelindo Bordin (1959), atleet
- Davide Casarotto (1971), wielrenner
- Greta Zocca (1974), wielrenster
- Amy Adams (1974), Amerikaanse actrice
- Michele Gobbi (1977), wielrenner
- Emanuele Sella (1981), wielrenner
- Mauro Facci (1982), wielrenner
- Elia Rigotto (1982), wielrenner
- Matteo Galvan (1988), atleet
- Marco Canola (1988), wielrenner
- Giovanni Venturini (1991), autocoureur
- Mattia Valoti (1993), voetballer
- Caleb Okoli (2001), Italiaans-Nigeriaans voetballer

## Galerij

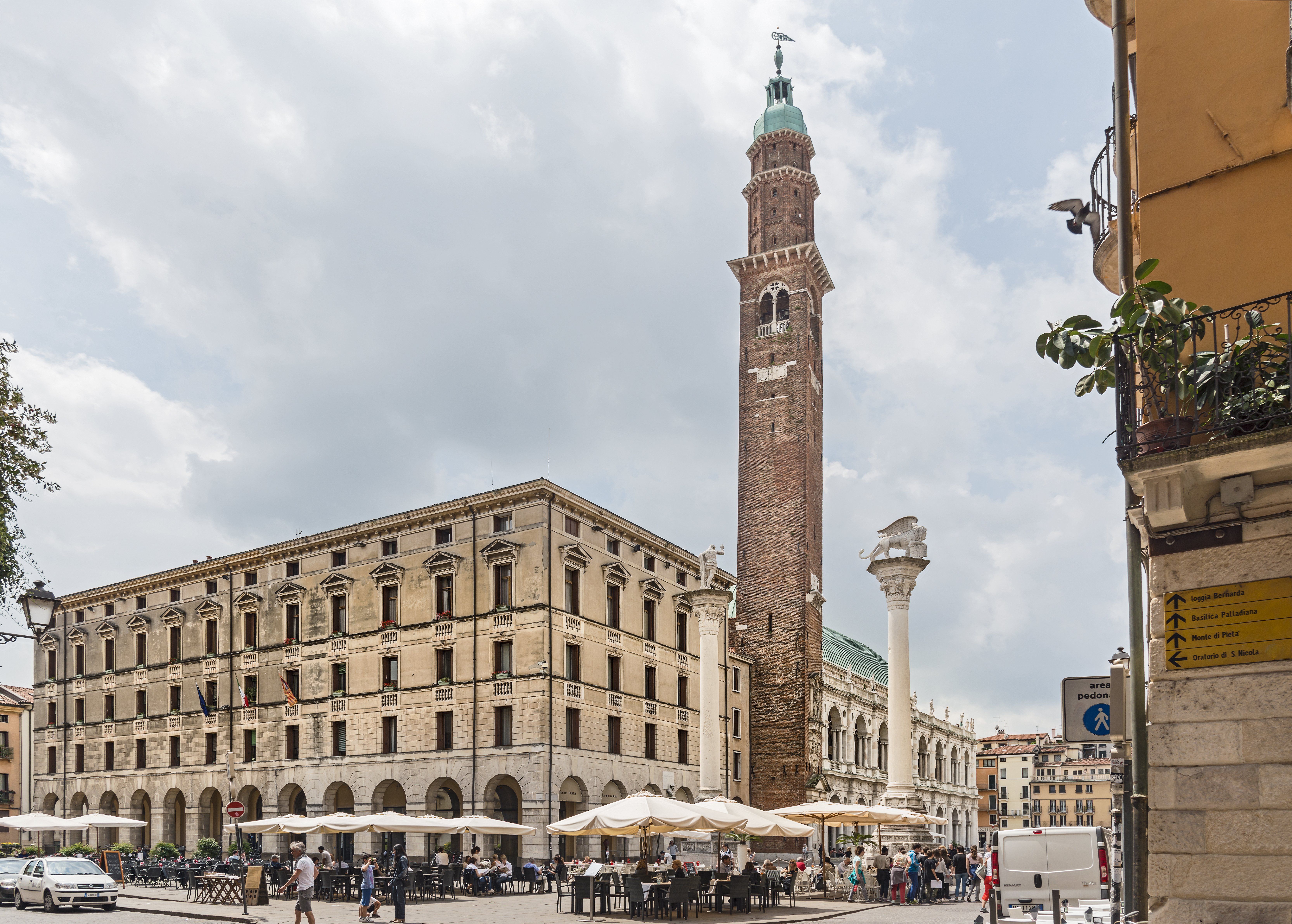
Piazza dei Signori - Torre Bissara - Piazza della Biade
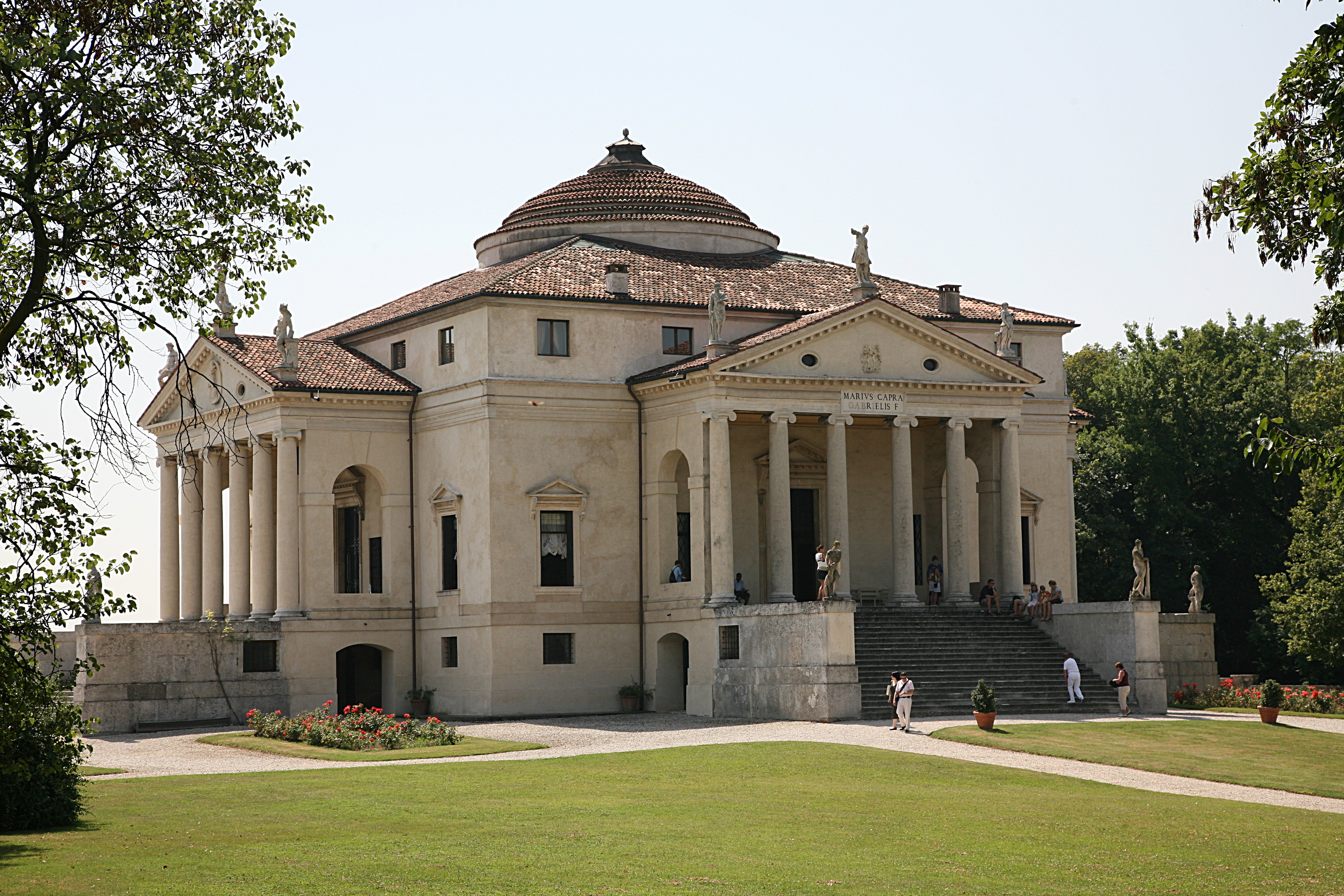
Villa Almerico Capra "La Rotonda"
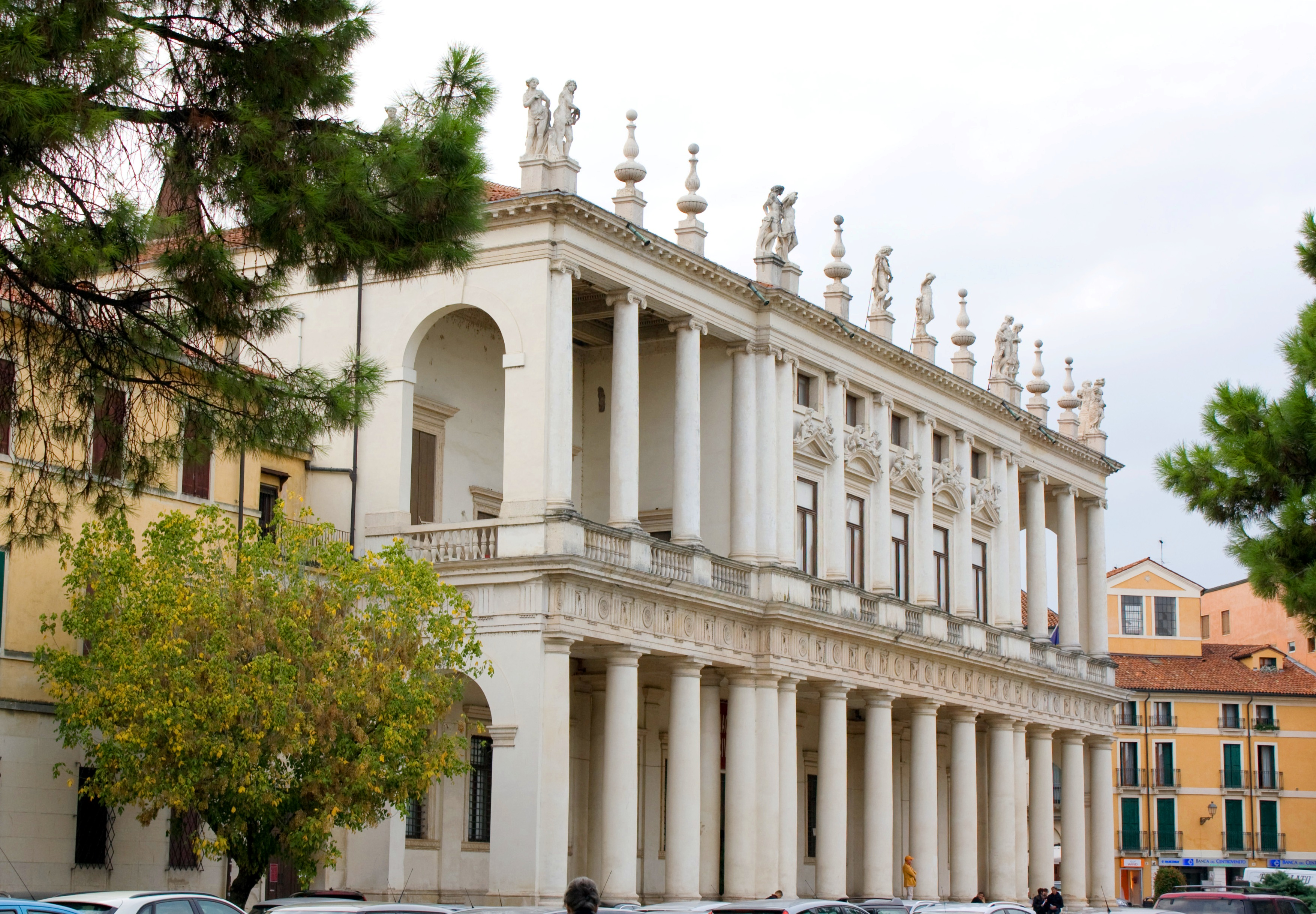
Palazzo Chiericati
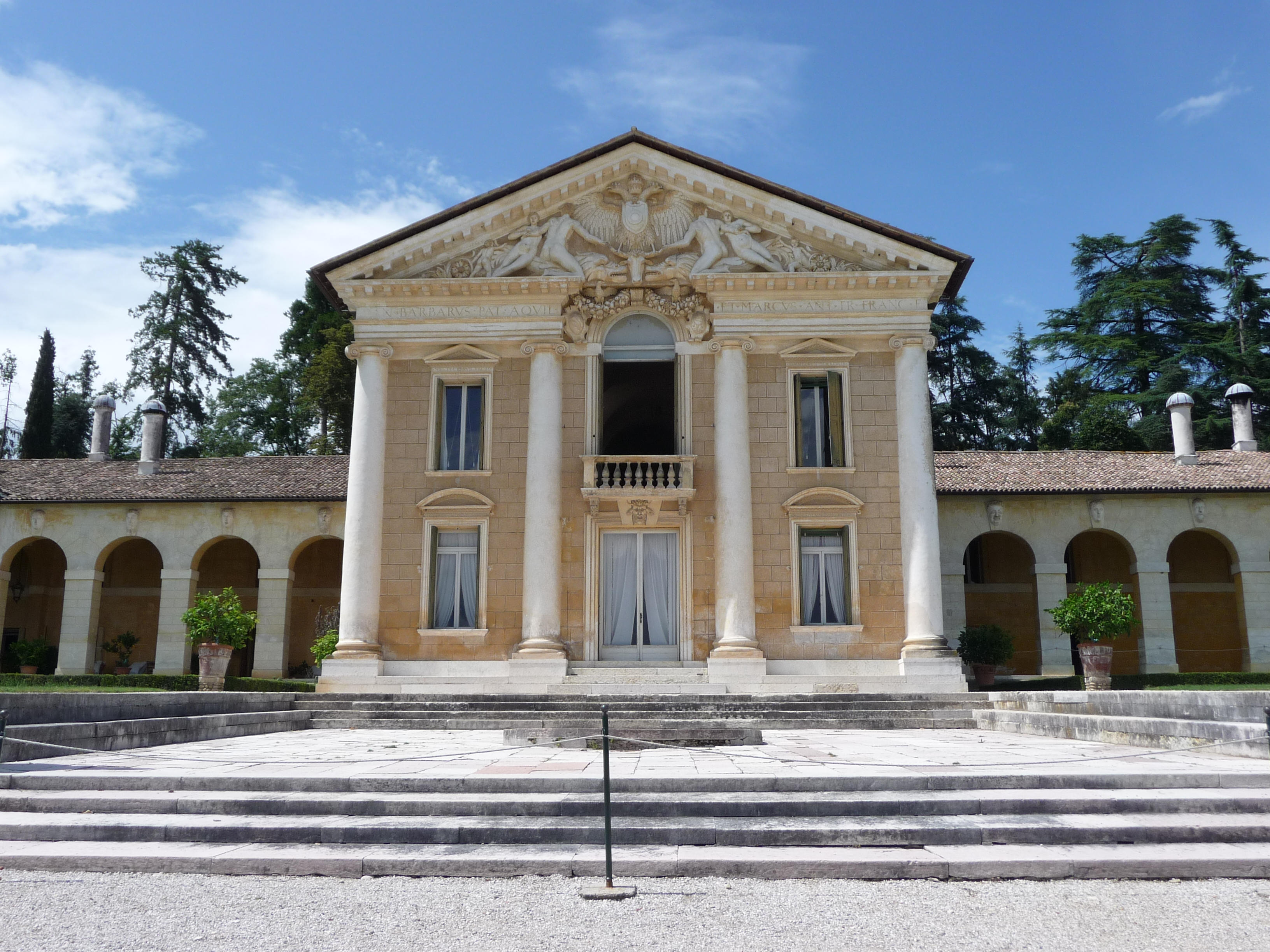
Villa Barbaro

- Biblioteca Nacional de España: XX459295
- Gemeinsame Normdatei: 4063445-0
- Library of Congress Control Number: n79042228
- MusicBrainz: bd96ff73-4ebf-4989-b3bc-ca17463d3a73
- National Archives and Records Administration: 10044867
- Nationale Bibliotheek van Tsjechië: ge160057
- Nationale Bibliotheek van Israël: 987007559654505171
- Nationale en Universitaire bibliotheek Zagreb: 000664047
- Istituto Centrale per il Catalogo Unico: BVEV006247
- Système universitaire de documentation: 027418316
- Virtual International Authority File: 4868160122848340630006
- WorldCat: E39PBJxGWWXx73k4rV7RM8rpfq

Rotstekeningen van Valcamonica · Kerk en dominicanenklooster van Santa Maria delle Grazie met "Het Laatste Avondmaal" van Leonardo da Vinci · Historisch centrum van Rome, de bezittingen van de Heilige Stoel in die stad met speciale territoriale rechten en Sint-Paulus buiten de Muren · Historisch centrum van Florence · Venetië met zijn lagune · Domplein van Pisa · Historisch centrum van San Gimignano · Sassi en het park met de rotskerken van Matera · Vicenza en de Palladiaanse villa's in Veneto · Historisch centrum van Siena · Historisch centrum van Napels · Crespi d'Adda · Ferrara, stad van de renaissance in de Po-delta · Castel del Monte · Trulli van Alberobello · Vroeg-christelijke monumenten van Ravenna · Historisch centrum van Pienza · 18e-eeuws Koninklijk Paleis van Caserta met park, aquaduct van Vanvitelli en San Leuciocomplex · Residenties van het Koninklijk Huis van Savoye · Botanische tuin in Padua · Porto Venere, Cinque Terre en de eilanden Palmaria, Tino en Tinetto ·  Kathedraal, Torre Civica en Piazza Grande, Modena · Archeologisch Pompeï, Herculaneum en Torre Annunziata · Amalfitaanse kust · Archeologisch Agrigento · Villa Romana del Casale · Nuraghe Su Nuraxi bij Barumini · Nationaal park Cilento, Vallo di Diano e Alburni met archeologisch Paestum en Velia en Kartuizerklooster San Lorenzo · Historisch centrum van Urbino · Archeologische opgravingen en Patriarchale Basiliek van Aquileia · Villa Adriana, Tivoli · Eolische Eilanden · Assisi, Sint-Franciscusbasiliek en andere franciscaanse locaties · Verona · Villa d'Este, Tivoli · Laatbarokke steden in het Val di Noto (Zuidoost-Sicilië) · Heilige bergen · Monte San Giorgio · Etruskische begraafplaatsen van Cerveteri en Tarquinia · Val d'Orcia · Syracuse en de rotsnecropolis van Pantalica · Genua: Le Strade Nuove en het systeem van de Palazzi dei Rolli · Oude en voorhistorische beukenbossen van de Karpaten en andere regio's van Europa · Mantua en Sabbioneta · Rhätische Bahn in het Albula/Bernina-landschap · Dolomieten · Longobarden in Italië. Plaatsen van macht (568-774 na Christus) · Prehistorische paalwoningen in de Alpen · Etna · Villa's en tuinen van de Medici in Toscane · Wijngaardlandschap van Piëmont: Langhe-Roero en Monferrato · Arabisch-Normandisch Palermo en de kathedralen van Cefalù en Monreale · Venetiaanse verdedigingswerken van de 15e tot 17e eeuw: Stato da Terra - westelijke Stato da Mar · Ivrea, industriestad van de 20e eeuw · De prosecco-heuvels van Conegliano en Valdobbiadene · Historische kuuroorden van Europa (Montecatini Terme) · Padua's 14e-eeuwse frescocycli · De portieken van Bologna · Via Appia. Regina viarum
Agugliaro · Albettone · Alonte · Altavilla Vicentina · Altissimo · Arcugnano · Arsiero · Arzignano · Asiago · Asigliano Veneto · Barbarano Vicentino · Bassano del Grappa · Bolzano Vicentino · Breganze · Brendola · Bressanvido · Brogliano · Caldogno · Caltrano · Calvene · Camisano Vicentino · Campiglia dei Berici · Campolongo sul Brenta · Carrè · Cartigliano · Cassola · Castegnero · Castelgomberto · Chiampo · Chiuppano · Cismon del Grappa · Cogollo del Cengio · Conco · Cornedo Vicentino · Costabissara · Creazzo · Crespadoro · Dueville · Enego · Fara Vicentino · Foza · Gallio · Gambellara · Gambugliano · Grancona · Grisignano di Zocco · Grumolo delle Abbadesse · Isola Vicentina · Laghi · Lastebasse · Longare · Lonigo · Lugo di Vicenza · Lusiana · Malo · Marano Vicentino · Marostica · Mason Vicentino · Molvena · Monte di Malo · Montebello Vicentino · Montecchio Maggiore · Montecchio Precalcino · Montegalda · Montegaldella · Monteviale · Monticello Conte Otto · Montorso Vicentino · Mossano · Mussolente · Nanto · Nogarole Vicentino · Nove · Noventa Vicentina · Orgiano · Pedemonte · Pianezze · Piovene Rocchette · Poiana Maggiore · Posina · Pove del Grappa · Pozzoleone · Quinto Vicentino · Recoaro Terme · Roana · Romano d'Ezzelino · Rossano Veneto · Rosà · Rotzo · Salcedo · San Germano dei Berici · San Nazario · San Pietro Mussolino · San Vito di Leguzzano · Sandrigo · Santorso · Sarcedo · Sarego · Schiavon · Schio · Solagna · Sossano · Sovizzo · Tezze sul Brenta · Thiene · Tonezza del Cimone · Torrebelvicino · Torri di Quartesolo · Trissino · Valdagno · Valdastico · Valli del Pasubio · Valstagna · Velo d'Astico · Vicenza · Villaga · Villaverla · Zanè · Zermeghedo · Zovencedo · Zugliano
Stad Vicenza en de Palladiaanse villa's van Veneto · Villa Trissino (Cricoli) · Villa Gazzotti Grimani · Villa Almerico Capra, La Rotonda · Villa Angarano · Villa Caldogno · Villa Chiericati · Villa Forni Cerato · Villa Godi · Villa Pisani · Villa Poiana · Villa Saraceno · Villa Thiene · Villa Trissino · Villa Valmarana · Villa Valmarana · Villa Badoer, La Badoera · Villa Barbaro · Villa Emo · Villa Zeno ·  Villa Foscari, La Malcontenta ·  Villa Pisani · Villa Cornaro ·  Villa Serego · Villa Piovene